# Lúcio Antunes
Ulisses Indalécio Silva Antunes (Praia, 10 de setembro de 1966), mais conhecido como Lúcio Antunes, é um técnico de futebol cabo-verdiano. Atualmente está sem clube.

## História
Após 4 anos como auxiliar-técnico da seleção de Cabo Verde (2008 a 2009) e treinador da Académica da Praia (2009 a 2010), Lúcio Antunes foi anunciado como novo técnico dos Tubarões Azuis em 4 de agosto de 2010. Sob seu comando, a seleção de Cabo Verde se classificou para o Campeonato Africano das Nações pela primeira vez na historia, disputando a edição 2013 do referido torneio, tendo que deixar seu trabalho como controlador de tráfego aéreo. Cabo Verde surpreendeu ao se classificar em segundo lugar no grupo A, empatando em pontos com a África do Sul na liderança do grupo A (perdendo no número de gols marcados), chegando até as oitavas de final da CAN, sendo eliminado com uma derrota de 2 a 0 para Gana.
Em novembro de 2013, foi anunciado como novo treinador do Progresso do Sambizanga, na primeira (e única) experiência fora de seu país.
Voltou à seleção de Cabo Verde em 2016, substituindo Beto Cardoso.
Seu último trabalho foi no Oásis Atlântico, entre 2018 e 2019.

## Títulos
Cabo Verde
- Jogos da Lusofonia: 2009